# I Do, I Do, I Do, I Do, I Do
Az I Do, I Do, I Do, I Do, I Do című dal a svéd ABBA második kimásolt kislemeze az ABBA című albumról. A dalt Benny Andersson, Björn Ulvaeus és Stig Anderson írták. A kislemez 1975 áprilisában jelent meg, a B oldalra a Rock Me című dal került.
A dalt 1975. február 21-én vették fel a Glen Stúdióban. A csapatot egy 1950-es európai sláger inspirálta, melyben Billy Vaughn szaxofonozik.

## Története
Miután a So Long című daluk csalódás volt a slágerlistás helyezések, és az eladások alapján, az I Do, I Do, I Do, I Do, I Do című daluk hangzatos szaxofonos hangzása visszavitte őket a reflektorfénybe, így javulást értek el a slágerlistákon is, bár Nagy Britanniában ez nem mutatkozott meg. A dal népszerűségét Ausztráliában egy televíziós promóciós klip mentette meg, így az 1. helyen végzett az ausztrál kislemezlistán is. A dal különösen népszerű az esküvőkön, és szerepel a Muriel esküvője című filmben, amikor az ABBA őrült címszereplő férjhez megy.

## Helyezések
Az I Do, I Do, I Do, I Do, I Do számos országban jelentős eredményt ért el a slágerlistákon, így az ausztráliai ABBA turné és elősegítette a dal slágerlistás helyezéseit. A Mamma Mia és az SOS 14 egymást követő héten át vezetett az ausztrál listák élén. Franciaországban és Új-Zélandon, valamint Svájcban, és Dél Afrikában is benne volt a Top 5-ben. A dal 1976-ban is slágerlistás helyezést ért el az Egyesült Királyságban. Az angol kislemezlistán a 38. helyig jutott a dal. A csapat brit album eladásai alapján 2010. december 5-én a The Nations Favorite ABBA című szavazáson a dal a 23. helyig jutott.

## Megjelenések
7"  Jugoszlávia PGP RTB – S 53 867
- A  I Do, I Do, I Do, I Do, I Do – 3:15
- B  Rock Me – 3:03

## Slágerlistás helyezések
| Slágerlista (1975–76)             | Legmagasabb helyezés |
| --------------------------------- | -------------------- |
| Australian Singles Chart          | 1                    |
| Austrian Singles Chart            | 4                    |
| Belgian Singles Chart             | 2                    |
| Canadian Adult Contemporary (RPM) | 6                    |
| Canadian Singles Chart (RPM)      | 12                   |
| Dutch Singles Chart               | 3                    |
| French Singles Chart              | 5                    |
| German Singles Chart              | 6                    |
| New Zealand Singles Chart         | 1                    |
| Norwegian Singles Chart           | 2                    |
| Swiss Singles Chart               | 1                    |
| Brit kislemezlista                | 38                   |
| US Billboard Hot 100              | 15                   |
| US Billboard Easy Listening       | 8                    |
| US Cashbox Top 100 Singles        | 19                   |

| Slágerlista (1975) | Rang |
| ------------------ | ---- |
| Australia          | 13   |
| New Zealand        | 6    |
| Switzerland        | 7    |

| Slágerlista (1976)              | Rang |
| ------------------------------- | ---- |
| Canada                          | 132  |
| US (Joel Whitburn's Pop Annual) | 120  |
| US (Cash Box)                   | 95   |

## Feldolgozások
- A dal szaxofonos változata Ingmar Nordströms 1975-ös Saxparty 2 albumán is szerepel.[15][16]
- A dal finn változatát Seija Simola is kiadta Vai Niin, a Vai Niin, a Vai Niin, a Vai Niin, a Vai Niin címmel 1975-ben.[17]
- 1978-ban a Nashville Train country csapat is rögzítette a saját változatát, mely az 1977-es ABBA Our Way[18] című lemezükön is szerepel. A csapat kiadója a Polar Music, ugyanúgy mint az Abbáé.
- 2000-ben a svéd The Black Sweden[19] saját változatát készítette el, mely tartalmaz egy riffet a ZZ Top Tush című dalból.
- A dal a Mamma Mia! című filmben is elhangzik, azonban a kiadott filmzenei albumon nem szerepel.[20]
- A Studio 99 saját változata a Tribute To ABBA Vol. 1. albumon szerepel.